# نجاح أبو الهيجا
نجاح أبو الهيجا ( -) هي ممثلة فلسطينية، لها العديد من الأعمال الفنية، والتي بدأتها من السينما التونسية، أبرزها مسلسل "قلوب مهاجرة" وفيلم" صالون هدى".

## حياتها
ممثلة فلسطينية، لها أعمال كبيرة ناجحة منذ ظهورها فنانة في السينما التونسية عام 1995م. تميزت بدور "الأم"، من أعمالها مسلسل (قلوب مهاجرة)، ومسلسل (يانون) للمخرج حيان الجعبي، وفيلم (عيد ميلاد ليلى) للمخرج رشيد المشهراوي. سأل عنها الرئيس الفلسطيني محمود عباس حين استقبل أسرة المسلسل الفلسطيني “كفر اللوز” لتكريمهم حينما سأل عن ”أم فخري”، وهي الشخصية التي أدّتها في المسلسل، ما يدل على قوة الأثر الذي تركته الفنانة في إتقانها لدورها.
حازت عام 2016م الجائزة الأولى كأحسن ممثلة عن فيلم (صحوة) في المغرب، انخرطت الفنانة نجاح أبو الهيجا في المقاومة الفلسطينية منذ سنوات دراستها في جامعة بيروت العربية، وكان لها نشاطات مختلفة، فهي عضو فاعل في اتحاد المراة الفلسطينية، تزوجت من مناضل، هي أم لإبنتان وولد..عايشت حصار بيروت عام 1982 و خرجت إلى سوريا و من ثم إلى تونس و منها إلى الأردن لتعود مع العائدين إلى فلسطين.

## الأعمال الفنية
| م  | اسم العمل      | نوعيته | التاريخ | ملاحظات                                                                                  |
| -- | -------------- | ------ | ------- | ---------------------------------------------------------------------------------------- |
| 1  | صالون هدى      | فيلم   | 2021م   | من تأليف وإخراج هاني أبو أسعد.                                                           |
| 2  | كفر اللوز(2)   | مسلسل  | 2020م   | دور "أم فاطمة"                                                                           |
| 3  | أولاد المختار  | مسلسل  | 2019    | دور "أم عزت"                                                                             |
| 4  | سوق ربع مركزي  | مسلسل  | 2019م   | دور "أم سمير"                                                                            |
| 5  | كفر اللوز (1)  | مسلسل  | 2016م   | دور "أم فاطمة"                                                                           |
| 6  | الاغراب        | مسلسل  | 2015م   | من تأليف بشار النجار، وإخراج خليل شحادة                                                  |
| 7  | فريق           | مسلسل  | 2010م   | من إخراج نبيل الشوملي                                                                    |
| 8  | عيد ميلاد ليلى | فيلم   | 2008م   | من تأليف وإخراج رشيد مشهراوي.                                                            |
| 9  | بالك بتهون     | مسرحية | 2008م   | مسرحية تلقي الضوء علي العنف الأسري في المجتمع الفلسطيني، من تمثيل حسين نخلة، نضال مهلوس. |
| 10 | يانون          | مسلسل  | 2003    | من إخراج حيان الجعبي                                                                     |
| 11 | قلوب مهاجرة    | مسلسل  | 1997م   |                                                                                          |

ولها كثير من ألأعمال القصيرة مثل سبوتات اذاعية و تلفزيونية ..وفيلم تذكره الى القدس وفيلم نقطة تحول، وفيلم رحلة الأحلام، وفيلم "صحوة"، و كثير من الافلام القصيرة ومسرحيات وفيديو كليب مع المغني احمد الجلماوي(يا يما لو جاني العيد).